# Tuba-Zangarija
Tuba-Zangarija (hebrejsky טוּבָּא-זַנְגָרִיָה, arabsky طوبه زنغرية, v oficiálním přepisu do angličtiny: Tuba-Zangariyye) je místní rada (malé město) v Izraeli, v Severním distriktu.

## Geografie
Leží v nadmořské výšce 290 metrů, ve východní části Horní Galileji, na svazích nedaleko údolí horního toku řeky Jordán, severně od Galilejského jezera. Město se nachází cca 125 kilometrů severovýchodně od centra Tel Avivu a cca 58 kilometrů severovýchodně od centra Haify.
Tuba-Zangarija je situována v hustě osídleném pásu. Vlastní Tuba-Zangarija obývají izraelští Arabové respektive beduíni. Okolní krajina má demografickou převahu židů. Město je na dopravní síť napojeno pomocí lokální silnice číslo 8677, která ústí do dálnice číslo 90.

## Dějiny
Tuba byla založena koncem 16. století jako osada arabských beduínů původem z okolí města Homs v dnešní Sýrii. Podle jiného zdroje došlo k založení vesnice až roku 1903. Další zdroj zase uvádí rok 1908.
Během války za nezávislost v roce 1948 vytvořila skupina místních beduínů okolo šejcha Jusufa Husejna Muhamada Tuby oddíl nazvaný Pal-Hejb napojený na izraelské elitní jednotky Palmach pod velením Jigala Alona a bojovala tam na straně Židů. Po válce byla Tuba sloučena s nedalekou bývalou vesnicí Zangarija, která byla v důsledku války zcela vysídlena a zničena, zatímco Tuba byla zcela uchráněna.
Zangharija stála o několik kilometrů jižním směrem a byla pojmenována podle zdejšího beduínského kmene, který se tu postupně trvale usadil. Roku 1931 měla 526 obyvatel a 97 domů, v roce 1948 zde žilo 974 lidí v 179 domech. Vesnice byla dobyta během války za nezávislost izraelskými silami v květnu 1948, v rámci Operace Jiftach (respektive její podčásti Operace Matate) a její obyvatelé uprchli směrem na východ. V červnu 1948 pak byla opuštěná vesnice zapálena a zdejší zástavba zničena. Na místě Zangharije se nyní nacházejí pozemky obhospodařované mošavem Elifelet založeným roku 1949 pro židovské přistěhovalce.
Až do 60. let 20. století byla Tuba-Zangarija volným osídlením polokočovného typu s obyvateli žijícími převážně ve stanech. Později byla Tuba-Zangarija rozšířena a vytvořena jako trvalé sídlo pro usazení beduínských kmenů Arab al-Hejb (ערב-אל-היב) a Arab al-Zangarija (ערב-אל-זנגריה), které už předtím obývaly tuto oblast. Obyvatelstvo se zabývá pastevectvím, zemědělstvím. Část obyvatel dojíždí za prací. V roce 1994 byla v Tuba-Zangarija otevřena střední škola. Roku 1988 byla Tuba-Zangarija povýšena na místní radu (malé město).
V čele obce je židovský jmenovaný starosta Cvika Fogel. V roce 2009 neznámý útočník zapálil jeho auto a pak střílel na jeho kancelář. Incidentu předcházela petice podepsaná cca 1000 místních obyvatel, ve které požadovali uspořádání komunálních voleb a výběr starosty z řad místního obyvatelstva. Důvodem pro to, že předseda místní rady je dosazován vládou a nikoliv vybírán ve volbách, byla špatná ekonomická situace v obci, násilí a kriminalita.
3. října 2011 vyhořela místní mešita. Podle prvotních náznaků mělo jít o akci židovských extrémistů. V obci došlo téhož dne k potyčkám mezi místními obyvateli a policií. Město navštívil i izraelský prezident Šimon Peres a odsoudil žhářský útok. V noci z 3. na 4. října pak skupina místních obyvatel vypálila budovu sídla místní rady, zdravotního střediska a klubu mládeže.

## Demografie
Tuba-Zangarija je etnicky zcela arabským městem. Podle údajů z roku 2005 tvořili arabští muslimové 99,9 % populace. Jde o menší sídlo městského charakteru. K 31. prosinci 2017 zde žilo 6500 lidí.
| Rok            | 1922 | 1945 | 1961 | 1972  | 1983  | 1995  |
| -------------- | ---- | ---- | ---- | ----- | ----- | ----- |
| Počet obyvatel | 175  | 590  | 700  | 1 300 | 2 200 | 3 900 |

| Rok            | 2001  | 2002  | 2003  | 2004  | 2005  | 2006  | 2007  | 2008  | 2009  | 2010  | 2011  | 2012  | 2013  | 2014  | 2015  | 2016  | 2017  |
| -------------- | ----- | ----- | ----- | ----- | ----- | ----- | ----- | ----- | ----- | ----- | ----- | ----- | ----- | ----- | ----- | ----- | ----- |
| Počet obyvatel | 4 670 | 4 790 | 4 917 | 5 020 | 5 160 | 5 302 | 5 414 | 5 514 | 5 633 | 5 700 | 5 900 | 5 900 | 6 000 | 6 100 | 6 300 | 6 400 | 6 500 |

* údaje od roku 2010 zaokrouhleny na stovky